# أوبن في بي إن
أوبِن في بي إن (بالإنجليزية: OpenVPN)‏ هو نظام شبكة خاصة افتراضية آمن من نقطة إلى نقطة أو من موقع إلى موقع. يَتَّبِع هذا النظام نموذج الخادم والعميل.
يسمح أوبِن في بي إن للأقران بمصادقة بعضهم باستخدام مفاتيح مسبقة التشارك، أو شهادات المفتاح العام، أو اسم مستخدم/كلمة مرور. عند استخدامه في خادوم متعدد العملاء، فإنه يسمح للخادوم بإصدار شهادات مصادقة لكل عميل باستخدام التوقيعات الرقمية، وهيئة الشهادات.
يستخدم أوبِن في بي إن مكتبة أوبِن إس إس إل للتشفير على نطاق وساع، إضافة إلى بروتوكول طبقة المقابس الآمنة والعديد من مزايا الأمان والتحكم. يستخدم أيضا بروتوكول أمان مخصص يعتمد على بروتوكول طبقة المقابس الآمنة لتبادل المفاتيح والمعلومات. وهو قابل على تخطي مترجمي عناوين الشبكة وجدار الحماية.
تم نقل أوبِن في بي إن ودمجه مع العديد من الأنظمة الأخرى. فعلى سبيل المثال، يوفر برنامج دي دي-دبليو آر تي خاصية خادوم أوبِن في بي إن. كما يحتوي سوفت إثِر في بي إن أيضا على بروتوكول أوبِن في بي إن.
كتبه جيمس يونان وهو برنامج حر تم إصداره بموجب شروط رخصة جنو العمومية الإصدار 2. بالإضافة إلى ذلك يوجد أيضا رخص تجارية.

## المعمارية

### التشفير
يستخدم أوبِن في بي إن مكتبة أوبِن إس إس إل لتعمية البيانات وقنوات التحكم. يتيح هذا لأوبِن إس إس إل القيام بجميع أعمال التشفير والمصادقة، مما يسمح لأوبِن في بي إن باستخدام جميع الشفرات في حزمة أوبِن إس إس إل. يمكن أيضا استخدام رمز مصادقة الرسالة القائم على التلبيد لإضافة طبقة أمان إضافية للاتصال.

### المصادقة
تتوفر العديد من طرق المصادقة عن طريق المفاتيح المشتركة مسبقا، أو الشهادات، أو اسم المستخدم/كلمة المرور.

### ربط الشبكات
يمكن تشغيل أوبِن في بي إن عبر بروتوكول حزم بيانات المستخدم أو بروتوكول التحكم بالنقل، وإنشاء أنفاق SSL على منفذ واحد.

### الأمان
يقدم أوبِن في بي إن العديد من مزايا الأمان الداخلية. فهو يحتوي على تشفير يصل إللا 256 بت باستخدام مكتبة أوبِن إس إس إل. ويدير بروتوكول أمان مخصص يعتمد على بروتوكول طبقة المقابس الآمنة بدلا من دعم بروتوكولات أخرى.

## المنصات
أوبِن في بي إن متوفر على أندرويد، وأوبن بي إس دي، وآي أو إس وسولاريس، وكيو إن إكس، وماك أو إس، ومايمو، ولينكس، ونت بي إس دي، وويندوز، وويندوز موبايل.